# András Adorján (flûtiste)
Pour les articles homonymes, voir András Adorján et Adorjan (homonymie).
András Adorján [ˈɒndraːʃ ˈɒdorjaːn] (né le 26 septembre 1944 à Budapest) est un flûtiste danois d'origine hongroise.

## Biographie
András Adorján est né le 26 septembre 1944 à Budapest en Hongrie. 
Après l'insurrection de 1956, il déménage au Danemark, où il fait jusqu'en 1968 des études de chirurgien-dentiste qu'il termine avec un diplôme d'excellence. Parallèlement, il poursuit l'étude de la flûte, notamment auprès de Jean-Pierre Rampal et Aurèle Nicolet. En cette même année 1968, il remporte le Prix Jacob Gade au Danemark et celui du Concours international de flûte à Montreux. En 1971, il obtient le premier prix au Concours international de flûte de Paris. 
Comme musicien d'orchestre, András Adorján est flûtiste soliste à l'Orchestre de l'Opéra de Stockholm (1970/72), à l'Orchestre du Gürzenich de Cologne (1972/73), à l'Orchestre de la Südwestfunk de Baden-Baden (1973/74), enfin à l'Orchestre de la Radio bavaroise à Munich (1974/88). 
Au cours d'une brillante carrière de soliste international, il redécouvre et édite un Concerto pour deux flûtes de Franz Doppler, qu'il enregistre avec Jean-Pierre Rampal, et crée en janvier 1981 une partition que le compositeur danois Sven Erik Werner (en) lui dédie, un concerto pour flûte intitulé Ground, ainsi qu'en 1996 un Concert pour flûte, harpe et orchestre d'Edison Denisov avec Marielle Nordmann.  
Comme pédagogue, il enseigne depuis 1971 à l'Académie internationale d'été de Nice et est nommé professeur à la Musikhochschule de Fribourg-en-Brisgau en 1988.   
Il se produit au sein de divers orchestres ainsi que dans des ensembles de musique de chambre, et publie plus de 50 CD. De 1996 à 2011, il enseigne à la Hochschule de Munich. Il est président de l'Association allemande de flûte Deutschen Gesellschaft für Flöte e. V.. Sa femme, Marianne Henkel-Adorjan, enseigne également à la Hochschule de Munich. Sa fille, Johanna Adorján (de) (née en 1971), est écrivain et journaliste.  

## Discographie sélective
- François Devienne, 14 concertos pour flûte et orchestre, András Adorján, flûte, Münchener Kammerorchester, dir. Hans Stadlmair. 4 CD Tudor 1992/1995/1996/1997. Sorti en 2014.

## Prix et récompenses
- Prix Jacob-Gade, Copenhague 1968[1]
- Premier Grand Prix au Concours international de flûte, Paris 1971[1]